# Otto Winzer
Otto Winzer (født 3. april 1902 i Berlin, død 3. marts 1975 i Berlin), var en tysk politiker (SED). Han var 1965-1975 udenrigsminister i Østtyskland.
Winzer gik med i Kommunistische Partei Deutschlands og Freie Sozialistische Jugend i 1919. I 1925-1927 var han medlem af Østrigs kommunistiske parti. Da han 1927 vendte tilbage til Berlin blev han chef før KJI-Verlag. Han var endvidere medlem af Sovjetunionens kommunistparti, mens han opholdt sig i Moskva. I 1934 emigrerede han til Frankrig, hvor han dog blev ekskluderet af partiet, indtil han blev rehabiliteret.
Under 2. verdenskrig opholdt han sig i Sovjetunionen, hvor han blev et fremtrædende medlem af den anti-nazistiske komité Nationalkomitee Freies Deutschland, I 1945 vendte han med Gruppe Ulbricht tilbage til Tyskland og arbejdede ved Berlins magistrat. I 1946 meldte han sig ind i SED og blev leder af afdelingen for kultur og uddannelse. I 1947 blev han medlem i partiets ledelse - centralkommittéen - med ansvar for presse, radio og information. I 1950 blev han medlem af Volkskammer. I perioden 1949-56 var han statssekretær og chef for Wilhelm Piecks regering og viceudenrigsminister, inden han i 1965 efterfulgte Lothar Bolz på posten som udenrigsminister; en post han havde indtil januar 1975, hvor han gik af grundet helbredsproblemer. Kort efter sin fratræden døde Winzer. Han blev afløst af Oskar Fischer.